# Limnocythere staplini
Limnocythere staplini är en kräftdjursart som beskrevs av Gutentag och Benson 1962. Limnocythere staplini ingår i släktet Limnocythere och familjen Limnocytheridae. Inga underarter finns listade i Catalogue of Life.